# Phillip Henry Muller
Phillip Henry Muller (ur. 2 stycznia 1956) – marszalski polityk i dyplomata.
W latach 1971–1975 kształcił się w Xavier High School w Chuuk, a przez kolejne cztery lata w Rockhurst College w Kansas City w Missouri. Pracę podjął w 1980 roku jako urzędnik w ministerstwie opieki społecznej, następnie zaś od 1982 r. w MSZ. W 1984 wybrany został do parlamentu gdzie zasiadał do 1999. Wszedł do rządu Amaty Kabui, piastował w nim kolejno stanowiska ministra ds. prezydenckich (1984–1986), ministra edukacji (1986–1994) i ministra spraw zagranicznych (1994–1996). Tę ostatnią funkcję pełnił również w gabinetach Kunio Lemari i Imaty Kabui (1997–1999). Po odejściu z polityki zajął biznesem. W 2008 powrócił do życia publicznego, został mianowany stałym przedstawicielem Wysp Marshalla przy ONZ w Nowym Jorku.